# Aleurodiscus monilifer
Aleurodiscus monilifer är en svampart som beskrevs av Malençon 1954. Aleurodiscus monilifer ingår i släktet Aleurodiscus och familjen Stereaceae.   Inga underarter finns listade i Catalogue of Life.